# Hana to Hina wa hōkago
Hana to Hina wa hōkago (ハナとヒナは放課後, Hana to Hina wa hōkago, littéralement Hana et Hina après l'école) est un manga yuri créé par la mangaka Milk Morinaga et sérialisé par Futabasha dans le magazine Comic High! jusqu'en juin 2015, puis dans le magazine Monthly Action. En août 2016, Morinaga annonce qu'elle arrête la série en novembre. La série est publiée est anglais par Seven Seas Entertainment,.

## Synopsis
Hana Hasegawa, une discrète étudiante en seconde année de lycée travail dans une boutique après les cours. Un soir, Hinako Emori, une gyaru et cliente régulière demande à rencontrer la manager de la boutique à propos d'une offre d'emploi. Plus tard, Hana découvre que Hina se révèle être sa cadette et fréquente le même lycée qu'elle. L'histoire suit le développement de leur relation après l'école, qui commence par l'amitié puis évolue de façon romantique.

## Personnages
Hana Hasegawa (長谷川 花)
Hana est en deuxième année de lycée. Elle est petite et mignonne avec un style très classique. Bien que ce soit interdit par le règlement de son école, elle travaille dans une boutique après les cours, même si elle connaît mal les produits qu'elle vend. Elle adore les vêtements mignons tels que le costume qu'elle porte au travail, et travaille entre autres pour pouvoir s'acheter des vêtements de ce genre. Seule Nakano, sa meilleure amie, a connaissance de cet emploi. Hana est très surprise lorsqu'elle apprend que Hina rentre en première année dans son lycée, et décide alors que pour garder leur emploi secret, elles ne doivent pas se parler à l'école. Lorsqu'elle apprend que Hina est modèle dans un magazine, elle recherche des photos du magazine et découvre une Hina plus jolie que jamais. C'est à partir de ce moment que Hina commence à occuper ses pensées. Elle devient également jalouse lorsque Hina se montre très sociable avec les autres élèves de l'école. Elle se sent plusieurs fois redevable envers Hina qui l'a aidée à plusieurs reprises, et culpabilise lorsque celle-ci est menacée d'expulsion. Lors du tournoi sportif de l'école, Hana va simuler une blessure pour couvrir Hina. À cette occasion les deux filles passent du temps ensembles au lycée et finissent par échanger leurs coordonnées.
Hinako Emori (江森 ひなこ)
Hina est étudiante en première année dans le même lycée que Hana. Elle est grande, belle et calme avec des allures de gyaru, elle donne l'air d'être adulte malgré son jeune âge. Elle a d'ailleurs posé plusieurs fois comme modèle dans magazine. Elle aime tout ce qui est mignon et notamment les accessoires à l'effigie de Pokotam, un personnage issue du tanuki. C'est ce qui l'a conduite dans la boutique de Hana, dont elle tombe sous le charme. Hina saisie d'ailleurs toutes les opportunités de la voir dans des tenues pouvant la rendre encore plus mignonne. Afin de pouvoir rester proche de ce qu'elle aime, elle commence à travailler dans la boutique. Hina aime ce qui est mignon depuis toujours, et elle est davantage consciente de ses sentiments pour Hana, que Hana ne l'est pour elle. Toutefois, elle reste discrète et anxieuse à propos de ses sentiments car les remarques que ses camarades lui ont fait plus jeune l'ont marquée.

## Manga

### Liste des volumes
| no | Japonais        | Japonais          |
| no | Date de sortie  | ISBN              |
| -- | --------------- | ----------------- |
| 1  | 12 janvier 2016 | 978-4-575-84740-6 |
| 2  | 11 juin 2016    | 978-4-575-84812-0 |
| 3  | 12 janvier 2017 | 978-4-575-84916-5 |